# Чврсніца
Чврсніца (серб. кир.: Чврсница, pronounced [t͡ʃʋr̩snit͡sa]) — гора в Динарських горах Боснії та Герцеговини, розташована на півночі Герцеговини. Більша частина гори розташована в муніципалітетах Мостар і Ябланиця кантону Герцеговина-Неретва, тоді як невелика частина, близько 10 %, розташована в муніципалітеті Посуш'є. Найвища вершина — Плочно — розташована на висоті 2 228 метрів над рівнем моря.
Чврсніца оточена річкою Неретва (20 км) і каньйоном Діва Грабовица (6.2 км), який врізається в гору зі сходу, притоками Неретви Долянка (18 км) з півночі та Дрежанка (19.8 км) з півдня, а також карстовим полем Дуго Поле (12 км) і горою Вран із заходу. Тут є понад десять вершин вище 2000 м (Плочно 2228 м, Великий Єлінак 2179 м, Великий Вілінац 2118 м та ін.), великі вертикальні скелі (Пешті Брдо, Мезица Стієне, Стрменіца та ін.), а гора складається з декількох плато — Пласа і Мухарніца на півночі, Мала Чврсніца на півдні. Чврсніца разом із Враном, Дуго Полем та іншими згаданими карстовими об'єктами утворюють просторе Блідінське плато, на якому також знаходяться озера Блідіньє, Крепуля та Црвеняк.
Біорізноманіття характерне для трьох кліматичних зон: хвойні дерева вище 1200 м н.р.м., плато з травою і ялівцем; численні ендемічні види (наприклад, сосна Муніка). Чврсница добре відома як місце існування сарн.

## Клімат
Гора має три типи клімату: середземноморський біля підніжжя гори, центральноєвропейський на схилах пагорбів і альпійський на вершинах і плато. Шість місяців середня температура нижче нуля градусів за Цельсієм. У січні та лютому випадає 15-23 дні снігових опадів. Товщина снігового шару може досягати 2,5-3 м. Сильний вітер може намітити замети товщиною до 15 метрів. Верхнє плато перебуває під снігом з листопада по квітень — у прихованих частинах сніг лежить цілий рік.

## Дрібниці
Між цією горою та горою Вран розташована самопроголошена мікродержава Гайдуцька республіка Міята Томіча, віртуальна держава.